# Dodécadodécaèdre adouci
En géométrie, le dodécadodécaèdre adouci est un polyèdre uniforme non convexe, indexé sous le nom U40.
Ce polyèdre peut être considéré comme un grand dodécaèdre adouci.

## Coordonnées cartésiennes
Les coordonnées cartésiennes des sommets d'un dodécadodécaèdre adouci centré à l'origine sont les permutations paires de
(±2α, ±2, ±2β),
(±(α+β/τ+τ), ±(-ατ+β+1/τ), ±(α/τ+βτ-1)),
(±(-α/τ+βτ+1), ±(-α+β/τ-τ), ±(ατ+β-1/τ)),
(±(-α/τ+βτ-1), ±(α-β/τ-τ), ±(ατ+β+1/τ)) et
(±(α+β/τ-τ), ±(ατ-β+1/τ), ±(α/τ+βτ+1)),
avec un nombre pair de signes plus, où
β = (α2/τ+τ)/(ατ−1/τ),
où τ = (1+√5)/2 est le nombre d'or (quelquefois écrit φ) et
α est la solution réelle positive de τα4−α³+2α²−α−1/τ, ou approximativement 0,7964421.
En prenant les permutations impaires des coordonnées ci-dessus avec un nombre impair de signes plus, cela donne une autre forme, l'énantiomorphe de ce polyèdre.